# 卢卡·泰斯科尼
卢卡·泰斯科尼（義大利語：Luca Tesconi，1982年1月3日—），生於皮耶特拉桑塔，意大利男子射擊運動員，曾在2012年夏季奧林匹克運動會上獲得男子10米空氣手槍銀牌。